# ماثيو لويس-جان
ماثيو لويس-جان (بالفرنسية: Mathieu Louis-Jean)‏ هو لاعب كرة قدم فرنسي في مركز ظهير ‏، ولد في 22 فبراير 1976 في Mont-Saint-Aignan ‏ في فرنسا. شارك مع منتخب فرنسا تحت 21 سنة لكرة القدم. أما مع النوادي، فقد لعب مع نادي لوهافر ونوتينغهام فورست ونورويتش سيتي.

## وصلات خارجية
- ماثيو لويس-جان على موقع قاعدة بيانات كرة القدم.إي يو (الإنجليزية)
- ماثيو لويس-جان على موقع Soccerbase.com (لاعب) (الإنجليزية)
- ماثيو لويس-جان على موقع عالم كرة القدم.نت (الإنجليزية)